# 馬克塔利亞 (卡爾達斯省)

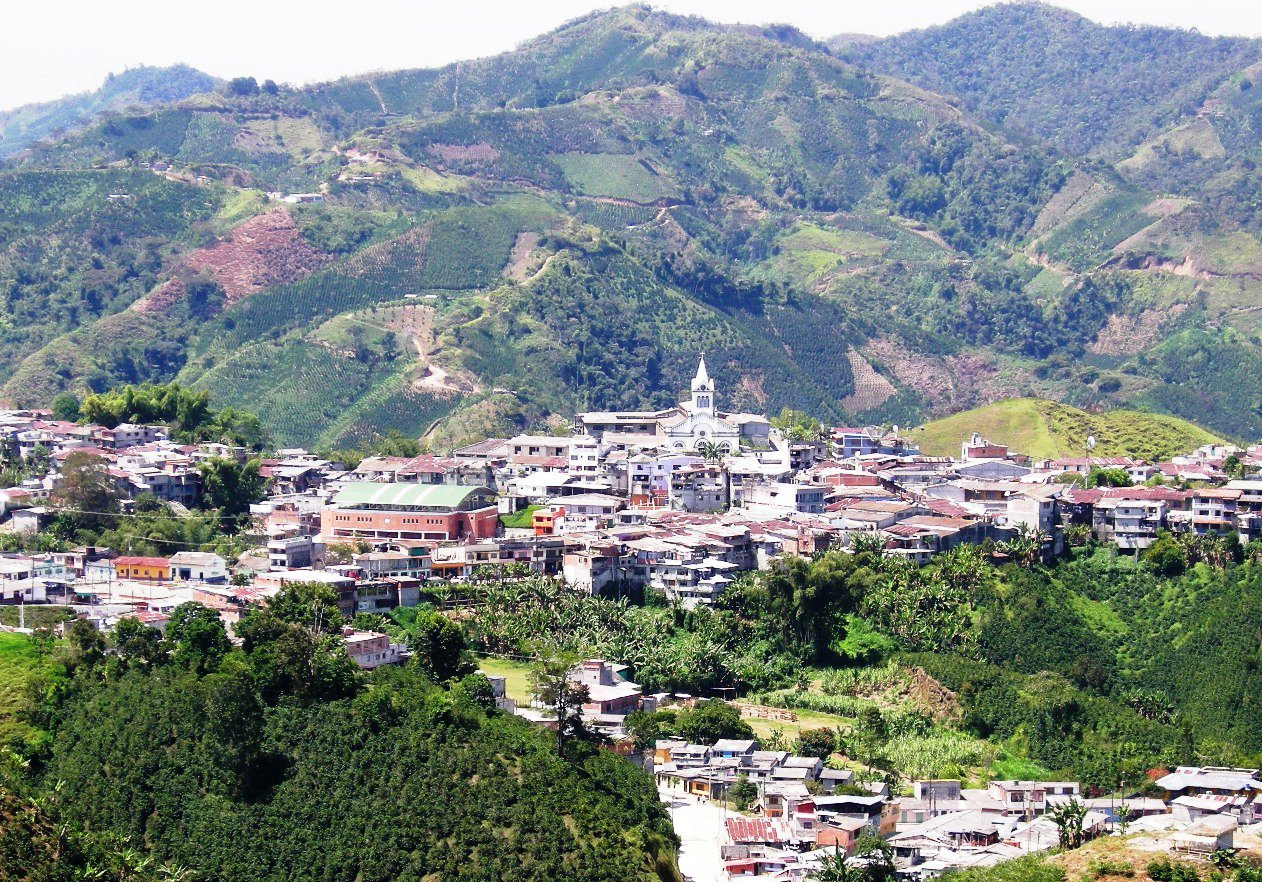
马克塔利亚

馬克塔利亞是哥倫比亞的城鎮，位於該國中部，由卡爾達斯省負責管轄，距離首府馬尼薩萊斯124公里，始建於1903年，面積163平方公里，海拔高度1,600米，2005年人口13880。

## 外部連結
- Página oficial.